# Park Narodowy Cerro de Garnica
Park Narodowy Cerro de Garnica (hiszp. Parque nacional Cerro de Garnica) – park narodowy w Meksyku, w stanie Michoacán. Został utworzony 5 września 1936 roku i zajmuje obszar 19,36 km² (według niektórych źródeł – 9,68 km²).

## Opis
Park obejmuje fragment pasma górskiego Sierra de Ozumatlán w łańcuchu górskim Kordyliera Wulkaniczna. Znajduje się około 50 km na wschód od miasta Morelia na wysokościach od 2300 m n.p.m. do 3039 m n.p.m. Nazwa parku pochodzi od najwyższego szczytu na jego terenie – Cerro Garnica (3039 m n.p.m.). Prawie cały obszar parku zajmują gęste lasy, głównie iglaste. W najwyższych partiach gór występują fragmentarycznie lasy mgliste.

## Flora
W lasach rosną m.in.: Pinus pseudostrobus, Pinus leiophylla, sosna Montezumy, Pinus teocote, Pinus hartwegii, Quercus laurina, Quercus crassifolia, Quercus crassipes, Alnus jorullensis, Abies religiosa, Euphorbia cotinifolia, grab amerykański i Clethra mexicana.

## Fauna
Z ssaków żyją tu m.in.: mulak białoogonowy, kojot preriowy, pancernik dziewięciopaskowy, szczuroskok meksykański, szopik dżunglowy i urocjon wirginijski.
Ptaki występujące w parku to m.in.: myszołowik popielaty, drozdek rdzawogłowy, pąsówka białoucha, modrosójka czarnogłowa, strzyż jarzębaty, lasówka żółtogłowa, lasówka czarnolica, lasówka żółtogardła, piranga cynobrowa, mysikrólik złotogłowy, pleszówka ciemnogłowa, sikora meksykańska, stokowczyk szaropierśny, strojnogłowik prążkowany i koronówka złotobrewa.
Gady i płazy tu żyjące to m.in.: Isthmura bellii, Eleutherodactylus hobartsmithi i Sceloporus grammicus.